# Joe Schreiber
Pour les articles homonymes, voir Schreiber.
Œuvres principales
- Death Troopers
- Moisson rouge
- Maul : Prisonnier

Joe Schreiber, né le 1er octobre 1969 au Michigan, est un écrivain américain de science-fiction, fantasy et horreur. Il travaille également comme manipulateur en électroradiologie médicale à la faculté de médecine de l'université d'État de Pennsylvanie.

## Œuvres

### UniversStar Wars

#### Romans indépendants
- Death Troopers, Pocket, coll. « Star Wars » no 134, 2016 ((en) Death Troopers, 2009)  (ISBN 978-2-266-25602-5)
- Moisson rouge, Pocket, coll. « Star Wars » no 135, 2016 ((en) Red Harvest, 2010)  (ISBN 978-2-266-26808-0)
- Maul : Prisonnier, Pocket, coll. « Star Wars » no 132, 2015 ((en) Maul: Lockdown, 2014)  (ISBN 978-2-266-25600-1)

#### Novélisations junior
- Solo: A Star Wars Story, Hachette Jeunesse, coll. « Bibliothèque verte », 2018 ((en) Solo: A Star Wars Story, 2018)
- Le Livre de Boba Fett, Hachette Jeunesse, coll. « Bibliothèque verte », 2023 ((en) The Book of Boba Fett, 2023)

##### SérieThe Mandalorian
1. (en) The Mandalorian, 2021
  1. L'Enfant, Hachette Jeunesse, coll. « Bibliothèque verte », 2021, trad. Julien Bétan  (ISBN 978-2-01-628923-5)
  2. La Traque, Hachette Jeunesse, coll. « Bibliothèque verte », 2021, trad. Julien Bétan  (ISBN 978-2-01-628924-2)
  3. L'Affrontement, Hachette Jeunesse, coll. « Bibliothèque verte », 2021, trad. Julien Bétan  (ISBN 978-2-01-628925-9)
2. (en) The Mandalorian Season 2, 2022
  1.  La Quête, Hachette Jeunesse, coll. « Bibliothèque verte », 2021, trad. Julien Bétan (ISBN 978-2-01-715386-3)
  2. La Jedi, Hachette Jeunesse, coll. « Bibliothèque verte », 2022, trad. Julien Bétan  (ISBN 978-2-01-715388-7)
  3. Le Captif, Hachette Jeunesse, coll. « Bibliothèque verte », 2022, trad. Julien Bétan  (ISBN 978-2-01-715391-7)

### SériePerry & Gobi
1. Bye Bye Crazy Girl, La Martinière jeunesse, 2012 ((en) Au Revoir, Crazy European Chick, 2011), trad. Yves Sarda  (ISBN 978-2-7324-4870-1)Réédité en 2014 sous le titre Pretty Deadly
2. Go, Just Go, La Martinière jeunesse, 2013 ((en) Perry's Killer Playlist, 2012), trad. Yves Sarda  (ISBN 978-2-7324-4869-5)Réédité en 2015 sous le titre Pretty Lethal

### Romans indépendants
- (en) Chasing the Dead, 2006
- (en) Eat the Dark, 2007
- (en) No Doors, no Windows, 2009
- (en) The Unholy Cause, 2010
- (en) Lenny Cyrus, School Virus, 2013
- (en) Game Over, Pete Watson, 2014